# Dumlukuyu, Suruç
Dumlukuyu là một xã thuộc huyện Suruç, tỉnh Şanlıurfa, Thổ Nhĩ Kỳ. Dân số thời điểm năm 2011 là 468 người.